# Dornier Do 14
O Dornier Do 14 foi um hidro-avião protótipo construído pela Dornier Flugzeugwerke com o apoio da Luftwaffe.
Desenvolvido em 1934, o avião foi utilizado coo aeronave experimental para novos estudos sobre propulsão. A sua estrutura era similar ao Dornier Do 12. Uma característica especial foram os dois motores instalados em paralelo no casco do hidro-avião, e de os tanques de combustível estarem instalados num sitio do avião muito mais seguro em caso de incêndio, além de proporcionar um melhor centro gravítico sobre a água.
Apenas um exemplar foi construído.